# US-amerikanische Badmintonmeisterschaft 1947
Die US-amerikanische Badmintonmeisterschaft 1947 fand im Frühjahr 1947 in Los Angeles statt. Es war die siebente Auflage der nationalen Titelkämpfe im Badminton in den USA.

## Titelträger
| Disziplin    | Sieger                           |
| ------------ | -------------------------------- |
| Herreneinzel | David G. Freeman                 |
| Dameneinzel  | Ethel Marshall                   |
| Herrendoppel | David G. Freeman Webster Kimball |
| Damendoppel  | Thelma Kingsbury Janet Wright    |
| Mixed        | Wynn Rogers Virginia Hill        |